# Bertalan Székely
Bertalan Székely (n. 8 mai 1835, Cluj, Principatul Transilvaniei - d. 21 august 1910, Mátyásföld, lângă Budapesta) a fost un pictor romantic maghiar, reprezentant al școlii de pictură istorică din Austro-Ungaria, mentor al pictorului Octavian Smigelschi și profesor al lui Fritz Schullerus.

## Viața
Bertalan Székely a studiat între 1851 și 1855 la Academia de Arte Frumoase din Viena la Johann Nepomuk Geiger și Carl Rahl. 1855 s-a întors în Transilvania, unde și-a câștigat existența prin cursuri de pictură și realizarea de decorațiuni.
În iarna anului 1859 s-a întors la München, unde și-a continuat studiile la Karl Theodor von Piloty. 
În 1862 s-a mutat la Pesta.

## Opere

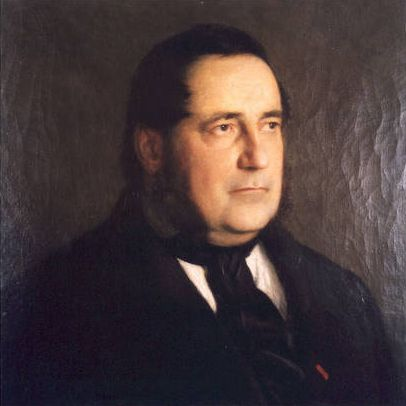
Portretul lui Adalbert Stifter (1863)
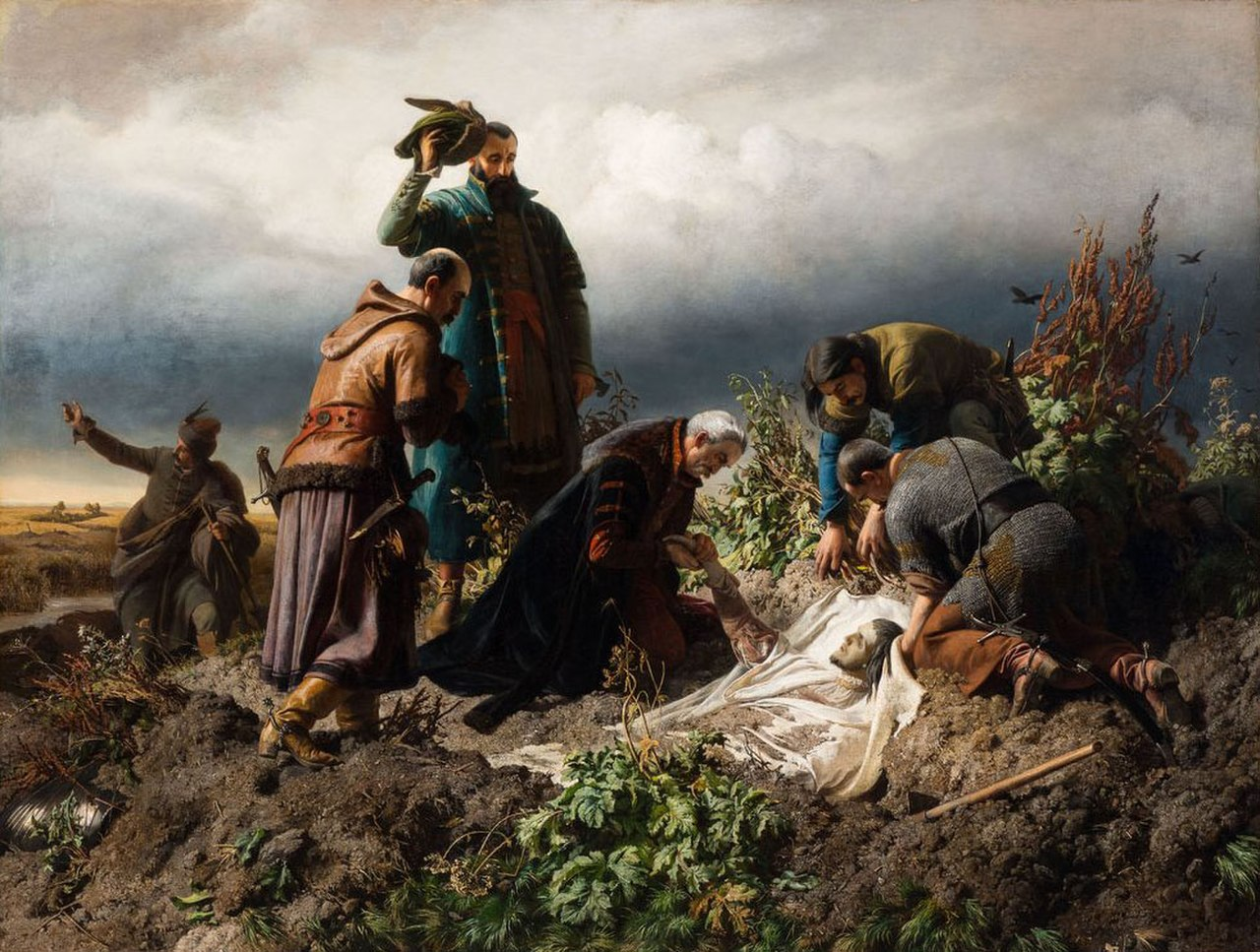
Găsirea trupului neînsuflețit al regelui Ludovic al II-lea (1860)
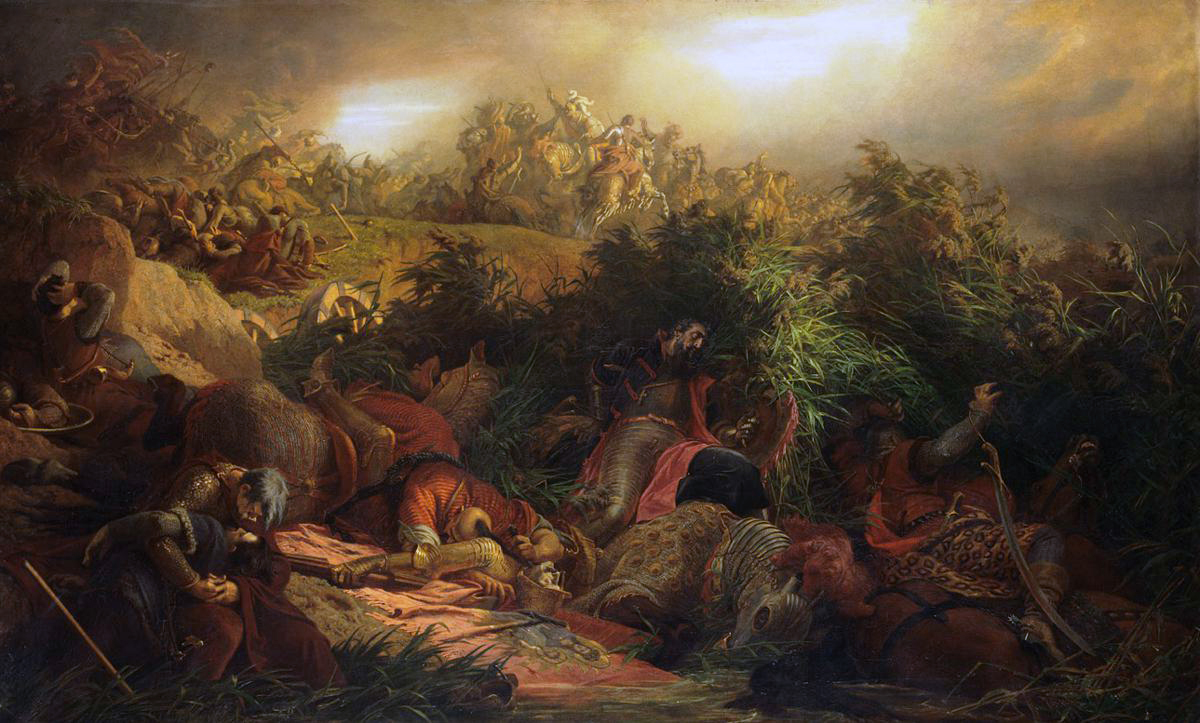
Bătălia de la Mohács (1866)
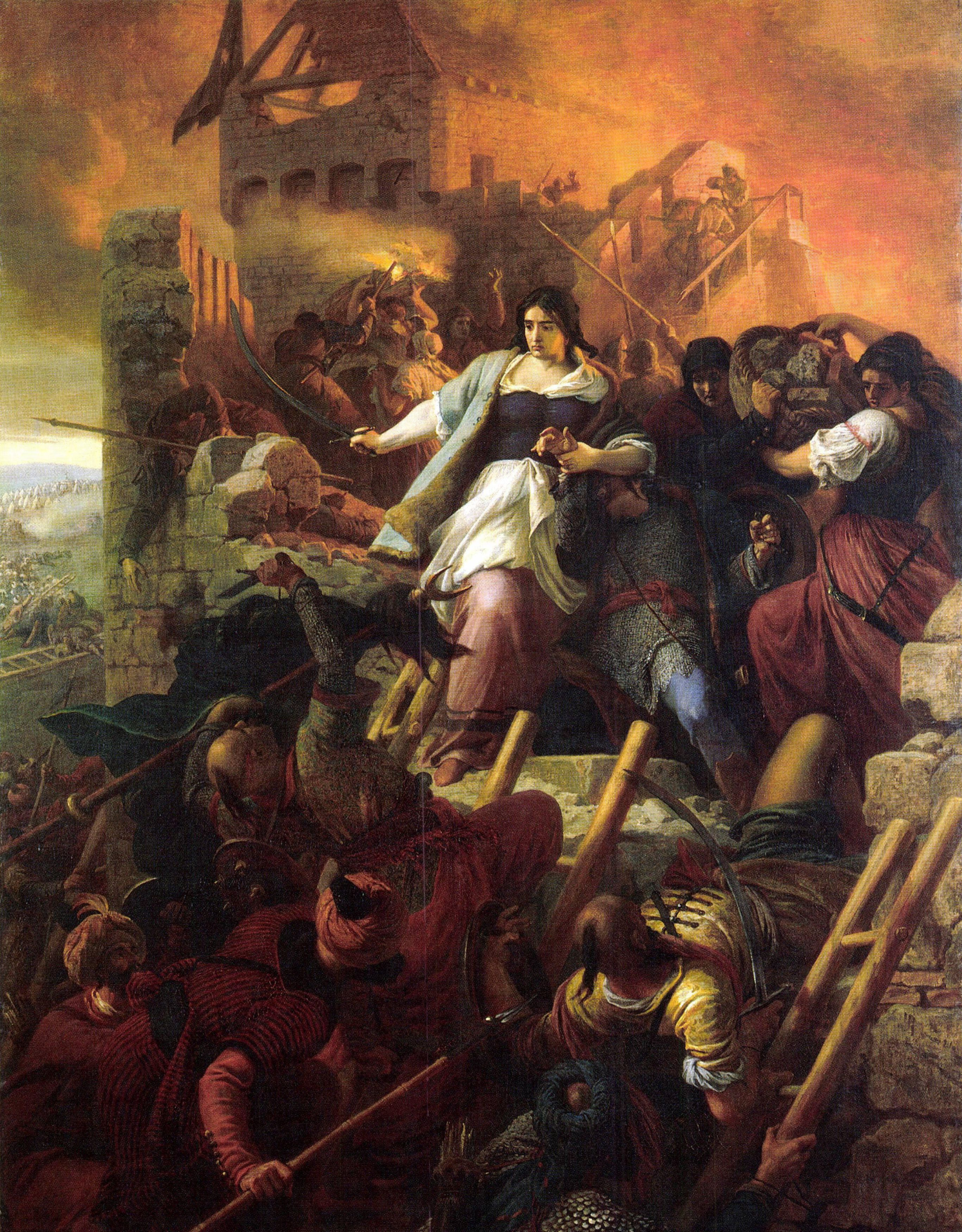
Femeile din Eger (1867)
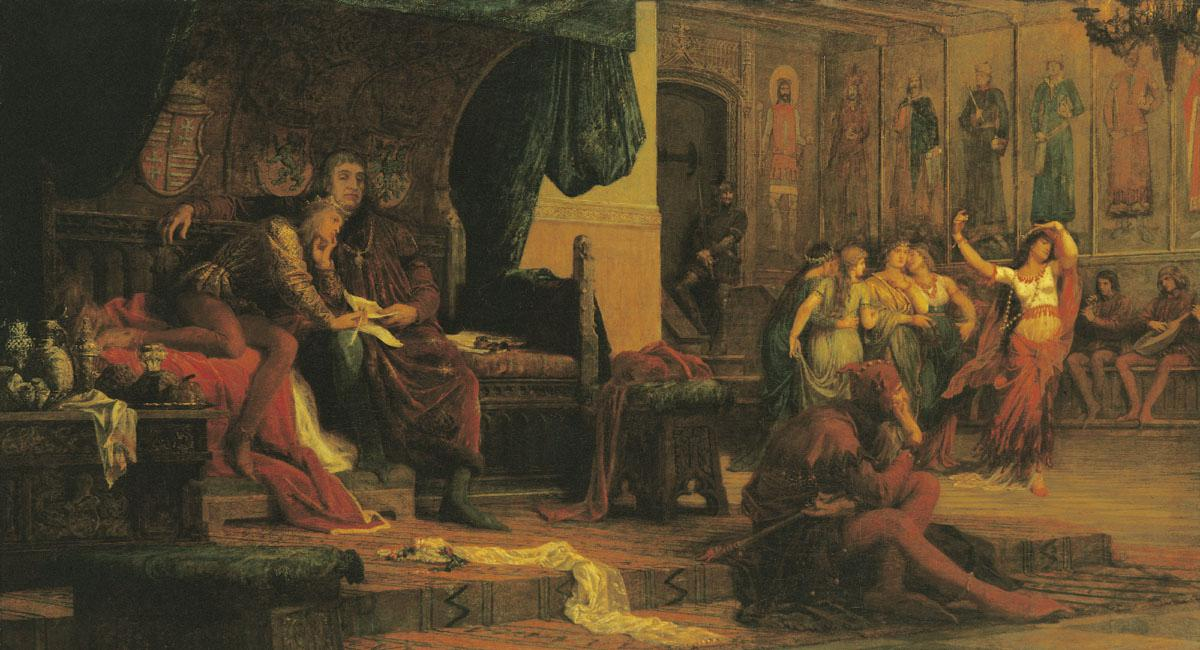
Ladislau al V-lea și Ulrich von Cilli (1870)
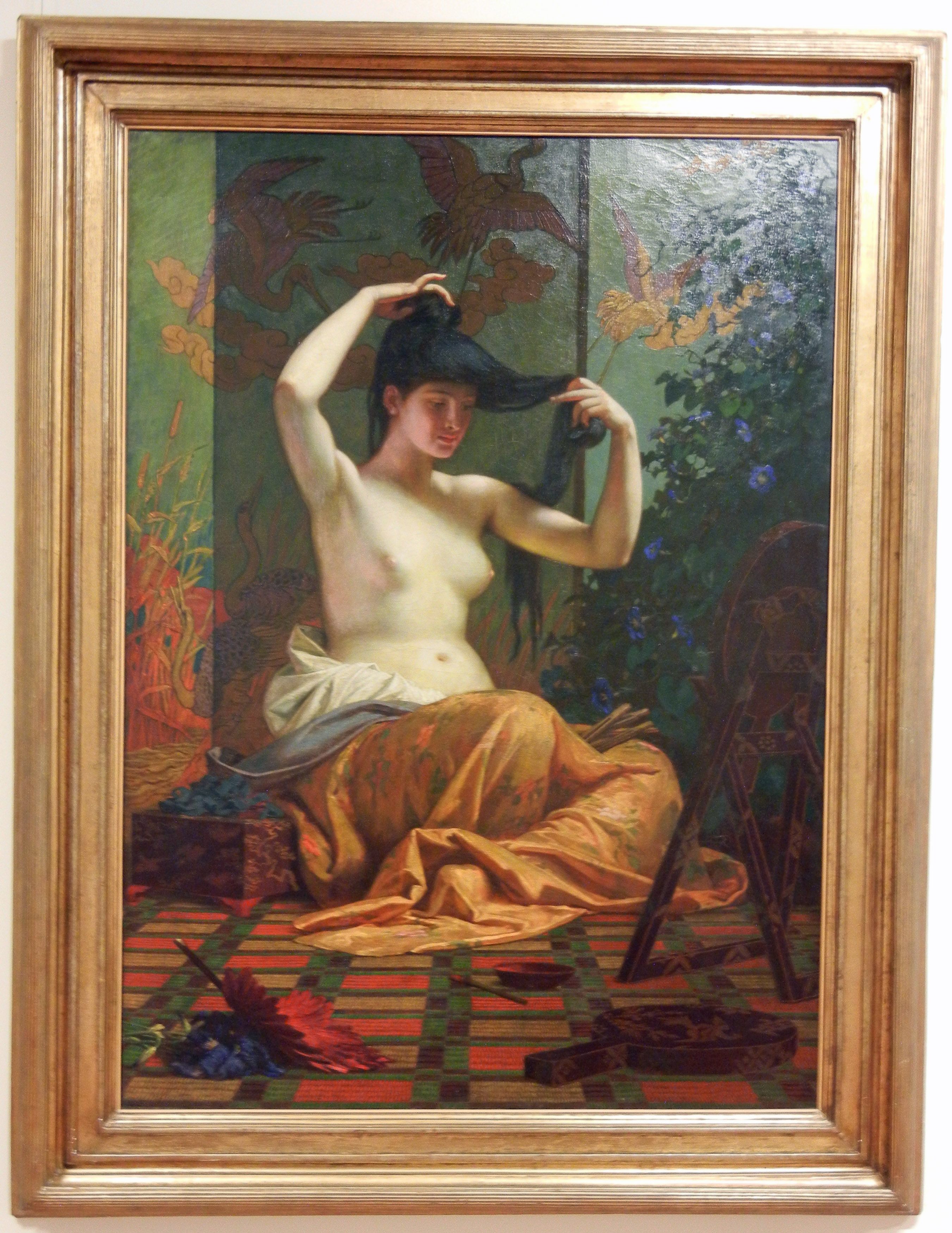
Femme japonaise (1871)
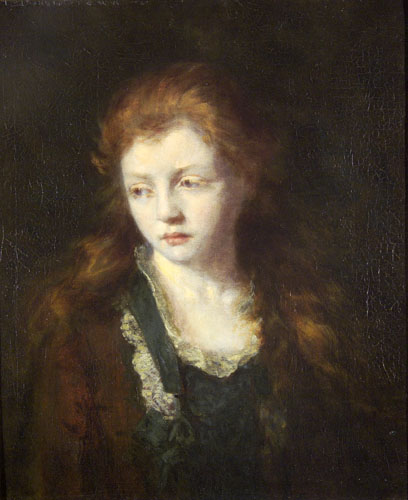
Fată cu părul roșcat (anii 1870)

## Legăturiexterne
- Copia arhivată la Wayback Machine.
- Bewegungsstudien von Bertalan Székely
- Fine Arts in Hungary (englisch)
- Bildende Kunst in Ungarn

1. ↑  Autoritatea BnF, accesat în 10 octombrie 2015
2. ↑  CONOR.SI[*] Verificați valoarea |titlelink= (ajutor)